# اسماعیل سلطانیان
اسماعیل سلطانیان (۲۶ فروردین ۱۳۳۳ – ۲۴ خرداد ۱۴۰۲) بازیگر و کارگردان ایرانی بود.

## زندگی‌نامه
اسماعیل سلطانیان در ۲۶ فروردین ۱۳۳۳ در کرمانشاه زاده شد. وی دانش‌آموخته بازیگری و کارگردانی تئاتر از دانشکده هنرهای دراماتیک بود.

## زندگی هنری
اسماعیل سلطانیان فعالیت هنری را از سال ۱۳۴۹ با تئاتر به عنوان نویسنده، بازیگر و کارگردان آغاز کرد. او همزمان در سال ۱۳۴۹ در مرکز آموزش هنرهای دراماتیک کرمانشاه یک دورهٔ شش‌ماهه را زیر نظر آتش تقی‌پور گذراند. اسماعیل سلطانیان در سال ۱۳۵۰ دو فیلمنامه نوشت که تصویب شد ولی نتوانست بسازد.
اسماعیل سلطانیان در سال ۱۳۵۷ به تهران رفت و در حوزهٔ هنری سازمان تبلیغات اسلامی مشغول به کار شد. او آموزگار چند کلاس بازیگری و کارگردانی نیز بود. اسماعیل سلطانیان فعالیت در سینما را از سال ۱۳۶۴ با بازی در فیلم شکار شکارچی آغاز کرد. او همچنین در طول جنگ ایران و عراق نیز چند تئاتر در جبهه‌ها به روی صحنه برد.

## جوایز و افتخارات
اسماعیل سلطانیان به خاطر بازی در فیلم بایسیکل‌ران ساخته محسن مخملباف نامزد سیمرغ بلورین بهترین بازیگر نقش دوم مرد از هفتمین جشنواره فیلم فجر شد.

## درگذشت
اسماعیل سلطانیان، بامداد چهارشنبه ۲۴ خرداد ۱۴۰۲ به علت ایست قلبی در ۶۹ سالگی درگذشت و در ۲۶ خرداد در قطعه هنرمندان بهشت زهرا به خاک سپرده شد.

## آثار

### سینمایی
| عنوان فیلم                | سال         | سمت                                                                            | کارگردان | یادداشت                |
| ------------------------- | ----------- | ------------------------------------------------------------------------------ | -------- | ---------------------- |
| چ                         | ۱۳۹۲        | بازیگر                                                                         |          |                        |
| هیس! دخترها فریاد نمی‌زنند | ۱۳۹۱        | بازیگر                                                                         |          |                        |
| در شهر خبری نیست، هست     | ۱۳۸۶        | بازیگر                                                                         |          |                        |
| کافه ترانزیت              | ۱۳۸۳        | بازیگر                                                                         |          |                        |
| زندانی ۷۰۷                | ۱۳۸۰        | بازیگر                                                                         |          |                        |
| همسر دلخواه من            | ۱۳۷۹        | بازیگر                                                                         |          |                        |
| سحرگاه پیروزی             | ۱۳۷۸        | بازیگر                                                                         |          |                        |
| ماه و خورشید              | ۱۳۷۴ (۱۳۷۵) | بازیگر                                                                         |          | (در عنوان بندی نیامده) |
| غزال                      | ۱۳۷۴        | بازیگر                                                                         |          |                        |
| همه دختران من             | ۱۳۷۲        | نویسنده، کاگردان، طراح صحنه و لباس تهیه‌کننده با مشارکت علی اوجائی و سبحان فیلم |          |                        |
| هبوط                      | ۱۳۷۲        | جانشین مدیر تولید                                                              |          |                        |
| بربال فرشتگان             | ۱۳۷۱        | بازیگر                                                                         |          |                        |
| شعله‌های خشم               | ۱۳۷۱        | بازیگر                                                                         |          |                        |
| راز خنجر                  | ۱۳۶۹ (۱۳۷۱) | بازیگر                                                                         |          |                        |
| مرد ناتمام                | ۱۳۷۱        | بازیگر                                                                         |          |                        |
| وصل نیکان                 |             | ۱۳۷۰                                                                           |          | همکاری با گروه سازنده  |
| ابلیس                     | ۱۳۶۹        | بازیگر و دستیار کارگردان                                                       |          |                        |
| مهاجر                     | ۱۳۶۸        | دستیار کارگردان                                                                |          |                        |
| آب را گل نکنید            | ۱۳۶۸        | بازیگر                                                                         |          |                        |
| مدرسه رجایی               | ۱۳۶۸        | بازیگر                                                                         |          | نمایش داده نشد         |
| بایسیکل‌ران                | ۱۳۶۷        | بازیگر                                                                         |          |                        |
| افسون                     | ۱۳۶۷        | بازیگر                                                                         |          |                        |
| عبور                      | ۱۳۶۷        | مشاور کارگردان                                                                 |          |                        |
| دیده‌بان                   | ۱۳۶۷        | بازیگر و دستیار کارگردان                                                       |          |                        |
| دستفروش (اپیزود اول)      | ۱۳۶۵        | بازیگر                                                                         |          |                        |
| بایکوت                    | ۱۳۶۴        | بازیگر                                                                         |          |                        |
| زنگ‌ها                     | ۱۳۶۴        | بازیگر                                                                         |          |                        |
| شکار شکارچی               | ۱۳۶۳        | بازیگر                                                                         |          |                        |

### تلویزیونی
| سال       | عنوان مجموعه                   | سمت    | کارگردان       | توضیحات                     |
| --------- | ------------------------------ | ------ | -------------- | --------------------------- |
| ۱۳۹۷      | خان بابا وارثیه فامیلی         | بازیگر | محسن آقالر     | شبکه استانی قزوین (مینودری) |
| ۱۳۹۳      | معراجی‌ها                       | بازیگر | مسعود ده نمکی  |                             |
| ۱۳۹۲      | همه بچه‌های ما                  | بازیگر | تاجبخش فنائیان |                             |
| ۱۳۹۱      | پایتخت ۲                       | بازیگر | سیروس مقدم     | نوروز ۱۳۹۲                  |
| ۱۳۸۷–۱۳۹۰ | وضعیت سفید                     | بازیگر | حمید نعمت‌الله  |                             |
| ۱۳۸۹      | ستایش                          | بازیگر | سعید سلطانی    |                             |
| ۱۳۸۸      | رستگاران                       | بازیگر | سیروس مقدم     |                             |
| ۱۳۸۸      | دفترخانه شماره ۱۳              | بازیگر | سید وحید حسینی |                             |
| ۱۳۸۷      | شب هزارویکم (مجموعه تلویزیونی) | بازیگر | علی بهادر      |                             |
| ۱۳۸۶      | مرد هزارچهره                   | بازیگر | مهران مدیری    | نوروز ۱۳۸۷                  |
| ۱۳۸۷      | یوسف پیامبر                    | بازیگر | فرج‌الله سلحشور | در نقش کیمونی کائن          |
| ۱۳۸۵      | شکر تلخ                        | بازیگر | احمد کاوری     | شبکه ۲                      |
| ۱۳۸۳      | بانویی دیگر                    | بازیگر | سیروس مقدم     |                             |
| ۱۳۸۳      | دوباره زندگی                   | بازیگر | نادر مقدس      |                             |
| ۱۳۸۱      | نوعروس                         | بازیگر | بیژن میرباقری  |                             |
| ۱۳۸۱      | دیوانه در شهر                  | بازیگر | غلامرضا رمضانی |                             |
| ۱۳۸۰      | عشق سال‌های جنگ                 | بازیگر | علی بهادر      |                             |
| ۱۳۷۹      | روزهای مه‌آلود                  | بازیگر | فیاض موسوی     |                             |
| ۱۳۷۷      | باغ کوچک بی‌بی گل               | بازیگر | مهدی قاسمی     | بازیگر چند قسمت             |
| ۱۳۷۴      | حکایت میرزا یحیی               | بازیگر | حمید لبخنده    | نوروز ۱۳۷۵                  |
| ۱۳۶۶      | درخت دوستی                     | بازیگر | سعید خاکسار    |                             |
| ۱۳۶۴      | پیر وفا                        | بازیگر | مجتبی یاسینی   |                             |

### نمایش خانگی
| سال  | عنوان مجموعه | سمت    | کارگردان  |
| ---- | ------------ | ------ | --------- |
| ۱۳۹۹ | قورباغه      | بازیگر | هومن سیدی |

## فیلم کوتاه
- شبگیر

### نمایش‌ها
- کفش
- پیک نیک در میدان جنگ
- استثنا و قاعده
- آسیدکاظم
- ریل
- مات
- فراز دیگر
- بلاچه
- حماسه سازان
- امپراتور فامپلیوس
- شاهزاده و گدا
- کبوتر با کبوتر باز با باز
- پایان رنج‌های سبزعلی